# HMS Benbow (1913)
Pour les autres navires du même nom, voir HMS Benbow.
Le HMS Benbow est un cuirassé de classe Iron Duke construit au Royaume-Uni en 1913 pour la Royal Navy.

## Histoire du service
Il fut commissionné peu après le déclenchement de la Première Guerre mondiale et fit partie de la Grand Fleet. Il participa à la bataille du Jutland en juin 1916 avant d'être mis en réserve à Scapa Flow.
Il est envoyé en Méditerranée puis dans la mer Noire à la fin du conflit.
Durant la guerre civile russe, il soutint les Russes blancs jusqu'à leur chute en 1920 grâce à des bombardements depuis les côtes russes.
Il est désarmé puis vendu pour démolition en raison de la signature du traité naval de Londres en 1930.

## Sources et références
- (en) Cet article est partiellement ou en totalité issu de l’article de Wikipédia en anglais intitulé « HMS Benbow (1913) » (voir la liste des auteurs).